# Adenia subsessilifolia
Adenia subsessilifolia är en passionsblomsväxtart som beskrevs av Joseph Marie Henry Alfred Perrier de la Bâthie. Adenia subsessilifolia ingår i släktet Adenia och familjen passionsblomsväxter. Inga underarter finns listade i Catalogue of Life.